# Taira no Kanemori

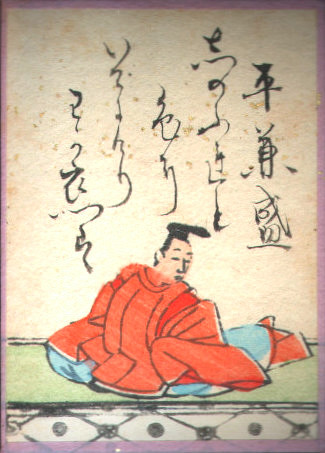
Taira no Kanemori trong tập Ogura Hyakunin Isshu

Taira no Kanemori (Nhật: 平 兼盛 (Bình, Kiêm Thịnh) Hepburn: ?-991) là một nhà thơ waka quý tộc ở Nhật Bản vào giữa thời kỳ Heian. Ông giỏi chữ Hán, có văn tài và là thi nhân tiêu biểu trong tập thơ Gosen Wakashū.

## Tiểu sử
Taira no Kanemori là con của thống đốc Chikuzen Taira no Atsuyuki, một người thuộc dòng dõi Thiên Hoàng Kōkō, tác giả bài số 15 trong tập Ogura Hyakunin Isshu
Ông đã từng giữ chức quan trấn thủ lâm thời echizen gon-kami (越前権守 (Việt Tiền Trấn Thủ)) của tỉnh Echizen, trợ lý quan trấn thủ yamashiro no suke'山城介 ( (San Thành Giới)) của tỉnh Yamashiro, thanh tra cao cấp daikenmotsu (大監物) tại Bộ Nội vụ và kết thúc sự nghiệp ở chức quan trấn thủ suruga no kami (駿河守) của tỉnh Suruga. Ông là một thành viên của gia tộc Taira. Ông được nhân dân kính trọng, có gốc gác cao sang nhưng hẩm vận chốn quan trường.
Ông là một trong Ba mươi sáu ca tiên và một trong những bài thơ của ông nằm trong tập thơ nổi tiếng Ogura Hyakunin Isshu. Thơ của ông thuộc thể loại thơ dụng công chọn chữ (khổ ngâm). Nhiều bài thơ của ông được in trên tấm bình phong trong nhà giới quý tộc.
Ông từng tham gia nhiều cuộc thi ngâm thơ, với giai thoại nổi tiếng. Shasekishuu (Sa Thạch Tập), tập truyện răn đời dưới thời Kamakura còn cho biết rằng, trong cuộc thi Hội bình thơ tại triều đình lần thứ 4 (天徳四年内裏歌合), năm 960, Mibu no Tadami vì đối thơ thua ông nên đã buồn ốm mà chết. Có tài liệu khác ghi rằng, giám khảo của Hội bình thơ năm ấy là Fujiwara no Saneyori không thể quyết định bài thơ của ông hay của Mibu no Tadami hay hơn, nên đã nhờ đến quyết định của Minamoto no Takaakira, nhưng cũng không thể quyết định được. Người quyết định cuối cùng là Thiên Hoàng Murakami đã ngâm bài thơ của Taira no Kanemori, ngầm quyết định bài thơ của ông giành chiến thắng.
Thơ của Kanemori được đưa vào nhiều tuyển tập thơ chính thức từ sau thời kỳ Heian. Tập thơ cá nhân của ông Kanemorishū (兼盛集) vẫn còn lưu truyền với 38 bài thơ. Con gái của ông Akazome Emon cũng là một nhà thơ waka kiệt xuất, mặc dù cô ấy thường được biết đến là con gái của cha nuôi, Akazome Tokimochi.

## Thơ Taira no Kanemori
Đây là bài thơ thứ 40 trong tập Ogura Hyakunin Isshu do Fujiwara no Teika biên tập:
| Nguyên văn:                                                      | Phiên âm:                                                                    | Dịch thơ: | Diễn ý: |
| ---------------------------------------------------------------- | ---------------------------------------------------------------------------- | --- | --- |
| しのぶれど 色に出でにけり わが恋いは ものや思うと ひとの問うまで | Shinoburedo Iro ni ide ni keri Wa ga koi wa Mono ya omou to Hito no tou made | Dẫu nén tận đáy lòng, Trên mặt khó che cùng. Người chung quanh dọ hỏi, Tương tư hay là không? (ngũ ngôn) Nén trong lòng, mặt lộ ra, Chung quanh gạn hỏi chắc là nhớ ai? (lục bát) | Tuy là đè nén tận đáy lòng, Nhưng tất cả đã lộ ra ngoài mặt. Đến nỗi người chung quanh dọ hỏi, Rằng ta có đang nhớ nhung ai không? |

### Xuất xứ
Shūi Wakashū ( Thập Di Tập), thơ luyến ái phần 1, bài 622.

### Hoàn cảnh sáng tác
Đây là tác phẩm được trình bày trong cùng Hội bình thơ tại triều đình năm thứ 4 (天徳四年内裏歌合) vào khoảng năm Tenryaku (Thiên Lịch, 947-957)

### Đề tài
Tình yêu không giấu nổi, lộ ra mặt làm người khác để ý hỏi đến.
Tác giả tự nhủ sẽ đè nén mối tình tận đáy lòng nhưng những biểu lộ trên khuôn mặt đã phản lại ý định đó. Làm cho người chung quanh khách quan chứng kiến trạng thái đang yêu của tác giả mới hỏi có phải đang tương tư ai đấy không.
Kỹ thuật dùng ở đây là phép ngắt câu ở cuối câu thứ hai và phép đảo nghịch vị trí.

## Đường dẫn ngoài
- McMillan, Peter. Năm 2010 (Bản in đầu, Năm 2008). Một Trăm Nhà Thơ, Mỗi Vị Một Thơ. New York: Nhà xuất bản Đại Học Columbia. (tiếng Anh)
- Suzuki Hideo, Yamaguchi Shin'ichi, Yoda Yasushi. Năm 2009 (Bản in đầu, Năm 1997). Genshoku: Ogura Hyakunin Isshu. Tokyo: Bun'eidō. (tiếng Nhật)
- Một trăm bài thơ Nhật Bản cổ (Hyakunin-isshu), biên dịch bởi William N. Porter, 1909, tại trang sacred-texts.com (tiếng Anh)
- Ogura Hyakunin Isshu, biên dịch bởi chimviet.free.fr Lưu trữ ngày 22 tháng 12 năm 2016 tại Wayback Machine